# وادي حلية (السعودية)
وادي حلية أو وادي العرج يقع بمحاذاة قرية حلية بمحافظة أضم في تهامة جنوب منطقة مكة المكرمة غرب المملكة العربية السعودية، وهو أكبر وادي في محافظة أضم يمتد هذا الوادي من جبال الحجاز المطلة على ربوع العين ويمر بعدة قرى منها المحظر وكساب وأم حطب حتى يصل إلى الشاقة عبورا إلى البحر الأحمر. 